# The Twilight Saga: Breaking Dawn - Part 2
The Twilight Saga: Breaking Dawn – Part 2 (ofte bare kaldt Breaking Dawn – Part 2) er en amerikansk romantisk fantasyfilm fra 2012, instrueret af Bill Condon baseret på bogen Breaking Dawn af Stephenie Meyer. Det er den sidste del af en to-delt film, der er den femte af The Twilight Saga-serie.

## Medvirkende
- Kristen Stewart - "Bella" Swan
- Robert Pattinson - Edward Cullen
- Taylor Lautner - Jacob Black